# أنظمة الرعاية الصحية حسب البلد

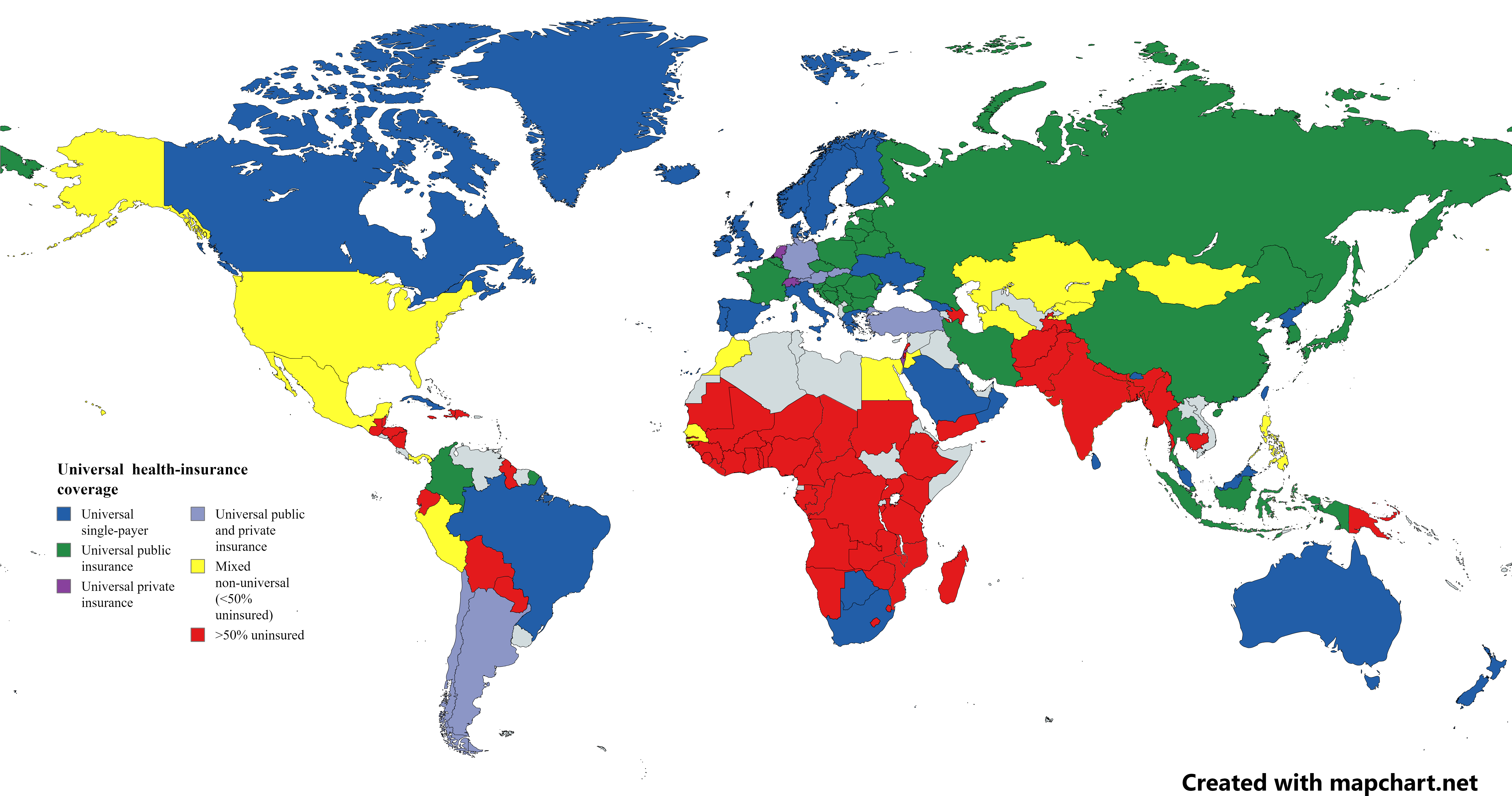
تغطية التأمين الصحي الشامل حول العالم: نظرة مقارنة

تقدم هذه المقالة لمحة موجزة عن أنظمة الرعاية الصحية في العالم، مرتبة حسب القارات.

## تصنيف أنظمة الرعاية الصحية حسب البلد

### الأمريكتان

#### الأرجنتين
يتكون نظام الرعاية الصحية في الأرجنتين من ثلاث قطاعات: القطاع العام الممول من الضرائب، والقطاع الخاص الممول من خلال خطط التأمين الطوعي، وقطاع الضمان الاجتماعي الممول من خلال خطط التأمين الإلزامي. تشرف وزارة الصحة والأشغال الاجتماعية، على القطاعات الفرعية الثلاثة لنظام الرعاية الصحية، وتعد مسؤولةً عن وضع اللوائح والتقييم وجمع الإحصائيات.
تمتلك الأرجنتين ثلاث قطاعات، إذ يُمول القطاع العام ويُدار من قبل الأشغال الاجتماعية، وهي منظمات جامعة لنقابات العمال الأرجنتينية. يوجد أكثر من 300 من منظمات الأشغال الاجتماعية في الأرجنتين، ويُنظم كل فرع وفقًا لمهنة المستفيد. تختلف هذه المنظمات اختلافًا كبيرًا في الجودة والفعالية. تضم الفروع الثلاثين الأولى 73% من المستفيدين و75% من الموارد لجميع مخططات الأشغال الاجتماعية، ويتراوح المتوسط الشهري الذي يحصل عليه المستفيد بين 5-80 دولار شهريًا.
أنشأت وزارة الصحة والأشغال الاجتماعية صندوق تضامن لإعادة التوزيع، لمحاولة معالجة أوجه عدم المساواة بين المستفيدين. تجري تغطية العمال العاملين في القطاع الرسمي فقط، في إطار خطط التأمين الاجتماعي للأشغال الاجتماعية، وقد انخفض عدد الأشخاص المشمولين بهذه المخططات انخفاضًا طفيفًا بعد الأزمة الاقتصادية في الأرجنتين في عام 2001 (مع زيادة البطالة وزيادة العمالة في القطاع غير الرسمي). بلغ عدد المستفيدين الذين أمنتهم الأشغال الاجتماعية عام 1999 حوالي 8.9 مليون مستفيد. يتسم قطاع الرعاية الصحية الخاص في الأرجنتين بعدم التجانس بشكل واضح، ويتكون من عدد كبير من المرافق المجزأة والشبكات الصغيرة، والتي تتألف من أكثر من 200 منظمة وتغطي حوالي 2 مليون أرجنتيني.
يتداخل التأمين الخاص مع أشكال أخرى من تغطية الرعاية الصحية غالبًا، لذا يصعب تقدير درجة اعتماد المستفيدين على القطاعين العام والخاص. زادت المنافسة الأجنبية في القطاع الخاص في الأرجنتين، مع دخول سويسرا وأمريكا ومقدمي الرعاية الصحية الآخرين في أمريكا اللاتينية السوق في السنوات الأخيرة، وفقًا لتقرير صادر عن IRBC عام 2000. صاحب ذلك القليل من التنظيم الرسمي. يخدم النظام العام أولئك الذين لا تغطيهم أنظمة التأمين الخاصة أو الأشغال الاجتماعية، كما يوفر الخدمات في حالات الطوارئ.
يُظهر النظام العام في الأرجنتين وفقًا للتقرير المذكور أعلاه، تدهورًا هيكليًا خطيرًا وعدم كفاءة إدارية، ودرجة عالية من المركزية الإدارية على مستوى المقاطعات، والجمود في هيكلية التوظيف وعلاقات العمل، وعدم توفر نظام مناسب للحوافز أو نظم معلومات ملائمة يمكن على أساسها اتخاذ القرار والرقابة، وكذلك عجز خطير في المرافق وصيانة المعدات، ونظام إدارة لا يتناسب مع حجمها.
يُظهر النظام العام درجة عالية من اللامركزية على مستوى المقاطعات، إذ تكون الرعاية الأولية اختصاص البلدات المحلية. شهد عدد الأرجنتينيين الذين اعتمدوا على الخدمات العامة زيادة ملحوظة منذ عام 2001. لم يحصل 37% من الأرجنتينيين على تأمين صحي، وحصل 48.8% منهم على تأمين من الأشغال الاجتماعية، بينما امتلك 8.6% منهم تأمينًا خاصًا، و3.8% تأمين مشترك بين الخاص والأشغال الاجتماعية، وفقًا لأرقام عام 2000.

#### البرازيل
يتألف النظام الصحي البرازيلي من نظام حكومي كبير وعام يدعى النظام الصحي الموحد، ويخدم غالبية السكان بشكل مجاني تمامًا أو عن طريق الرسوم، وقطاع خاص تديره صناديق التأمين الصحي ورواد الأعمال من القطاع الخاص.
تأسس نظام الصحة العامة، النظام الصحي الموحد، في عام 1988 بموجب الدستور البرازيلي، ويرتكز على ثلاث مبادئ أساسية تشمل العالمية والشمولية والإنصاف. تنص العالمية على أنه يجب أن يحصل جميع المواطنين على خدمات الرعاية الصحية، دون أي شكل من أشكال التمييز المتعلقة بلون البشرة أو الدخل أو الحالة الاجتماعية أو الجنس أو أي متغير آخر. لا يوجد أي شكل من أشكال الرسوم أو الدفع في أي مستشفيات أو عيادات عامة، سواء للمواطنين البرازيليين أو الأجانب.
تنص المعايير الحكومية على أن صحة المواطن تحكمها متغيرات متعددة، بما في ذلك التوظيف والدخل وإتاحة الأراضي وخدمات الصرف الصحي والوصول إلى الخدمات الصحية وجودتها والتعليم والظروف النفسية والاجتماعية والعائلية، ويحق للمواطنين الحصول على رعاية صحية تامة وكاملة، وتشمل الوقاية والعلاج وإعادة التأهيل. ينص الإنصاف على أن السياسات الصحية يجب أن تكون موجهة نحو الحد من التفاوتات بين المجموعات السكانية والأفراد، الأكثر حاجة إلى أن توجه السياسات لتعطيهم حقوقهم أولًا.
يضع النظام الصحي الموحد إرشادات لتطبيقها، وما يميزها هو المشاركة الشعبية، والتي تحدد أن جميع السياسات يجب أن يخطط لها السكان وأن يشرفوا عليها بشكل مباشر، من خلال المجالس والمؤتمرات الصحية المحلية والمدينة والوطنية وعلى مستوى الولايات.
يعدّ مستوى الإنفاق العام مرتفع بشكل خاص فيما يتعلق بالناتج المحلي الإجمالي لبلد ما، من مستوى الدخل في البرازيل، وبالمقارنة مع نظرائه في الأسواق الناشئة. تمثل النفقات الحكومية على الرعاية الصحية وحدها ما يقارب 9% من الناتج المحلي الإجمالي، وهو ثاني أكبر بند في الإنفاق بعد الحماية الاجتماعية. لا يتعارض عدد مؤشرات النواتج التقليدية مع متوسطات منظمة التعاون الاقتصادي والتنمية في مجال الرعاية الصحية.
وُجه التركيز بشكل مناسب على تعزيز الرعاية الوقائية، بعد تطبيق اللامركزية في تقديم الخدمات في أوائل تسعينيات القرن العشرين. تعتمد فعالية التكلفة في بيئة لا مركزية، إلى حد كبير على قدرة مقدمي الخدمة على استغلال وفورات الحجم والنطاق. تعد الخبرة مع المبادرات المشتركة بين البلديات للمشتريات، فضلًا عن الترتيبات المرنة لإدارة المستشفيات وإدارة الموارد البشرية، إيجابية إلى حد كبير.
يتوفر التأمين الصحي الخاص على نطاق واسع في البرازيل، ويمكن الاشتراك فيه على أساس فردي أو الحصول عليه كميزة عمل (يقدم أرباب العمل الرئيسيون عادةً مزايا التأمين الصحي الخاص). ما تزال الرعاية الصحية العامة متاحةً، لأولئك الذين يختارون الحصول على تأمين صحي خاص. حصل أكثر من 37 مليون برازيلي على نوع من التأمين الصحي الخاص، اعتبارًا من مارس 2007.

#### تشيلي
حافظت تشيلي على نظام رعاية صحية مزدوج، إذ يمكن لمواطنيها أن يختاروا طواعية التأمين من قبل صندوق التأمين الصحي الوطني العام أو أي من شركات التأمين الصحي الخاصة في البلاد. يحصل 68% من السكان على تأمين عن طريق الصندوق العام و18% عن طريق الشركات الخاصة. يحصل ما تبقى من السكان (14%) على التأمين عن طريق وكالات أخرى غير هادفة للربح أو ليس لها تغطية محددة. أدت ازدواجية النظام إلى زيادة عدم المساواة مما دفع الحكومة التشيلية إلى إدخال إصلاحات كبيرة في توفير الرعاية الصحية.
يُمول نظام الرعاية الصحية في تشيلي من خلال تخفيضات ضرائب الدخل الشامل التي تعادل 7% من أجر كل عامل. تشجع العديد من شركات التأمين الصحي الخاصة الأشخاص على دفع مبلغ إضافي متغير بالإضافة إلى قسط 7% لتحديث خططهم الصحية الأساسية. تتوفر الأنظمة الصحية الفرعية العامة والخاصة- بسبب هذا الترتيب- بشكل منفصل تمامًا، بدلًا من التنسيق لتحقيق أهداف صحية مشتركة.